# وودریج، کوئینزلند
وودریج (به انگلیسی: Woodridge) یک منطقهٔ مسکونی در استرالیا است که در کوئینزلند واقع شده‌است.